# Witherfall
Witherfall ist eine US-amerikanische, neoklassisch angehauchte Power- und Progressive-Metal-Band aus Los Angeles, Kalifornien, die 2013 gegründet wurde.

## Geschichte
Die Band wurde im Jahr 2013 gegründet, wobei sich der Gitarrist Jake Dreyer und der Sänger und Keyboarder Joseph Michael bereits aus ihrer gemeinsamen Zeit bei White Wizzard kannten. Ergänzt wurde die Besetzung durch den Schlagzeuger Adam Paul Sagan, den Dreyer bereits durch sein selbstbetiteltes Soloprojekt kannte, und den Bassisten Anthony Crawford. Gemeinsam begaben sie sich in das Tonstudio The Bunker in Phoenix, Arizona, um ihr Debütalbum aufzunehmen. Die Aufnahmen waren von Ralph Patlan begleitet worden, der bereits zuvor unter anderem mit Megadeth und Michael Schenker gearbeitet hatte. Das Album war bereits vorher von Dreyer und Michael geschrieben und als Demoaufnahme in Michaels Studio in Los Angeles aufgenommen worden. Patlan sollte ursprünglich auch das Album abmischen, nachdem die Band aber über ein Jahr vergeblich gewartet hatte, sah sie sich anderweitig um, was zu einer Verzögerung der Veröffentlichung führte. 2017 erschien das von Zeuss abgemischte und gemasterte Debütalbum Nocturnes and Requiems in Eigenveröffentlichung. Es war dem im Dezember 2016 einem Lymphdrüsenkrebs erlegenen Schlagzeuger Adam Paul Sagan gewidmet. Sagan hatte von seiner Erkrankung erfahren, während die Aufnahmen zum Debütalbum gemacht wurden. Nach der Veröffentlichung unterzeichnete die Band einen Plattenvertrag bei Century Media, worüber das Album wiederveröffentlicht wurde. Auch das 2018er-Folgealbum A Prelude to Sorrow, das erneut von Zeuss im Zeitraum von über 100 Tagen abgemischt und gemastert worden war, ist Sagan gewidmet und bildet dieselben Initialen wie sein Name. Das Album war in einem Zeitraum von zwei Jahren geschrieben und innerhalb von 13 Wochen unter der Leitung von J.J. Crews im Boogie Tracks Recording Studio in Panama City, Florida, aufgenommen worden. Einige Liedideen waren noch vor Sagans Tod entstanden. Als Session-Schlagzeuger waren Steve Bolognese und Gergo Borlai und als Session-Gitarrist Filiberto „Fili“ Bibiano anwesend. 2018 war die Band auf dem 70000 Tons of Metal zu sehen. 2019 gingen sie zusammen mit Sonata Arctica auf Tour und veröffentlichte die EP Vintage. Schwierigkeiten bekam die Band mit der Veröffentlichung ihres Albums Curse of Autumn  im Jahr 2021, als sich einige von Sony beauftragte Publizisten weigerten, die vom am Sturm auf das Capitol beteiligten Jon Schaffer produzierte Platte mit dessen Namen zu promoten.

## Stil
Laut Sebastian Kessler vom Metal Hammer spielt die Band auf Nocturnes and Requiems „harten, modernen Progressive Metal mit melancholisch-epischen Melodien“ Die Lieder hätten eine Dauer von sechs bis neun Minuten und seien „mal schwelgend, mal berstend, voll rasender Riffs, singender Soli und vertrackter Rhythmen“, wobei sie „dank zarter bis überlebensgroßer Melodien spannend und zugänglich“ blieben. Michaels Gesang sei jedoch austauschbar. Das Album sei für Fans von virtuosen Gitarrenspielen und von Gruppen wie Savatage über Dream Theater und Symphony X bis Into Eternity. In letzterer sei der Schlagzeuger Sagan Mitglied gewesen. Ein Jahr später schrieb Kessler über A Prelude to Sorrow, dass dieses Album düsterer ausfällt als sein Vorgänger. Auf dem Album seien „heftig riffende Power Metal-Attacken, progressiv-verschrobene Rhythmen, ausladende Frickelsoli“ sowie „clean gespielte, zerbrechliche Akustik-Passagen“ enthalten. In den Songs würde „Düsternis, Verzweiflung und Unumkehrbarkeit des nahenden Tods“ verdeutlicht. Die Musik könne man zwischen Nevermore, Control Denied/Death und Symphony X einordnen.
Max Werner zog beim Hören von Nocturnes and Requiems einen Vergleich zu Yngwie Malmsteen, da er viele neoklassische Passagen bemerkte. Im Interview mit ihm bestätigte Jake Dreyer, dass das Album durch viele klassische Komponisten beeinflusst worden sei. In der E-Musik finde man oft harmonische Skalen, wie die phrygische oder die melodischen Moll-Skalen. Werner bemerkte auch einige Flamenco-Passagen, die ihn an Paco de Lucía erinnert hätten. Dreyer gab an, dass sowohl dieser als auch Al Di Meola zu seinen größten Einflüssen zählen würden. Andere Einflüsse für ihn seien Marty Friedman, Jason Becker, Brian May, Queen, Pink Floyd, Dream Theater, Nevermore, Death und Opeth. Joseph Michael gab King Diamond, Dream Theater, Nevermore und Queen als Einflüsse an. Jens Peters schrieb in einer Demo-Rezension einer Rock-Hard-Ausgabe zu Nocturnes and Requiems, dass die Band eine düstere Mischung aus Power- und Progressive-Metal spielt, die „stark komponiert [worden sei] und sehr kompetent in Szene gesetzt“ werde. Ein paar Ausgaben später wurde das Album, diesmal als reguläre Veröffentlichung, von Peters erneut rezensiert. Er bezeichnete es wieder als düsteren Power-Progressive-Metal und zog dabei Vergleiche zu White Wizzard, Iced Earth, Circle II Circle, Crimson Glory und Queensrÿche. In seiner Rezension zu A Prelude to Sorrow stellte Peters fest, dass das Album noch etwas harmonischer und professioneller produziert worden sei als sein Vorgänger. Zudem falle es düsterer aus. Er bezeichnete die Musik als „US-Metal mit Prog-Einflüssen“ im Stil von Nevermore. Den Gesang beschrieb er als kraftvoll, ausdrucksstark und mitreißend.
In der Band-Biografie von laut.de wurde ein Vergleich zu White Wizzard, Iced Earth und Sanctuary gezogen, wobei Witherfall progressiver ausfalle und auch neoklassische Elemente verarbeite. Zudem wurde die Musik als Fortsetzung „hymnisch-melodischen Heavy Metals US-amerikanischer Prägung“ bezeichnet. Der laut.de-Rezensent Yan Vogel fasste A Prelude to Sorrow als Mischung aus traditionellem US-Metal im Stil von Savatage, Sanctuary und Metal Church und der Progressivität von Dream Theater, Fates Warning oder Psychotic Waltz zusammen. In der Gitarrenarbeit Dreyers könne man einen Einfluss von Chuck Schuldiner heraushören. Das Album habe im Vergleich zu seinem Vorgänger an Eigenständigkeit gewonnen, wobei sich die Band musikalisch abwechslungsreich gebe. A Prelude to Sorrow klinge ähnlich intensiv wie Nevermores This Godless Endeavor oder Into Eternitys Buried in Oblivion.

## Diskografie

### Studioalben
- 2017: Nocturnes and Requiems (Eigenveröffentlichung)
- 2018: A Prelude to Sorrow (Century Media)
- 2021: Curse of Autumn (Century Media)
- 2024: Sounds of the Forgotten (Century Media)

### Sonstiges
- 2016: End of Time (Single, Eigenveröffentlichung)
- 2018: The Long Walk Home (December) (Single, Eigenveröffentlichung)
- 2019: Vintage (EP, Century Media)